# August von Platen-Hallermünde
August von Platen-Hallermünde (Ansbach, 24 de octubre de 1796 - Siracusa, 5 de diciembre de 1835), fue un poeta y dramaturgo alemán.

## Biografía
Oficial por tradición familiar, y homosexual confeso, reconoció muy pronto su propia vocación literaria, a la que se dedicó con fervor casi religioso. En 1824 fue a Venecia y en 1826, fascinado por el ideal clásico, abandonó Alemania por la Italia meridional. Admirado por Goethe y detestado por Heine, concentró su inquietud en obras poéticas refinadas constreñidas por formas clásicas como la oda, el soneto etcétera, en versos suntuosos de extraña belleza. En sus comedias explotó una menos feliz vena satírica, polemizando contra la cultura germánica contemporánea. Según Alberto Mira, en sus encendidos poemas pasionales pueden leerse, al igual que en sus diarios, uno de los documentos más interesantes en la delimitación de las identidades homosexuales.
Entre los amores de Platen estuvo en 1822 Justus von Liebig (1803-1873), célebre químico. En su diario, donde a lo largo de más de dos mil páginas describe sus experiencias, deseos y emociones homosexuales y detalla sus encuentros con numerosos jóvenes durante sus viajes por Italia, Platen utiliza exclusivamente la lengua francesa para hablar de estos amores.
Von Platen murió de cólera el 5 de diciembre de 1835. Está enterrado en el cementerio protestante de Siracusa, Sicilia.
Thomas Mann se basó en parte en la figura de Platen para la creación de su personaje de Gustav von Aschenbach en su novela Muerte en Venecia. El nombre mismo del personaje contiene vagas alusiones a Platen (August = Gustav; Ansbach, el lugar de nacimiento de von Platen = Aschenbach); todavía es más explícito el paralelo por el hecho de que Platen murió de cólera en Italia como el protagonista, agobiado por el deseo de satisfacer su homosexualidad. Mann dedicó un ensayo a Platen en 1930, y allí atribuye a su homosexualidad la causa misma última de su muerte. Este ensayo ha condicionado por eso la lectura contemporánea de Platen.

## Obras

### Poesía
- Ghaselen (1821; 1823)
- Spiegel des Hafis (1822; El espejo de Hafiz)
- Sonette aus Venedig (1825; Sonetos venecianos)
- Vermischte Gedichte (1828; Poesías varias)
- Der Pilgrim vor St.Just (1819; El peregrino ante Sain Justo, balada)
- Das Grab im Busento (1820; La tumba en el Busento)

### Comedias
- Der Schatz des Rhampsinit (1824; El tesoro de Rampsinito)
- Die Verhnängnissvolle Gabel (1826)
- Der romantische Oedipus (1827-1828; El Edipo romántico)

### Diarios
Platen escribía diarios alternativamente en alemán y francés.
- August von Platen, Tagebücher, una edición de Rüdiger Görner, Zürich 1990.
- August von Platen, Journaux: mémorandum de ma vie, 1813-1835, Editions de la différence, Paris 1995.